# Rtyně v Podkrkonoší
Rtyně v Podkrkonoší é uma cidade checa localizada na região de Hradec Králové, distrito de Trutnov‎.